# نمط جزيئي مرتبط بالممراض
الأنماط الجزيئية المرتبطة بالممراض (بالإنجليزية: Pathogen-associated molecular pattern)‏ وتُعرف اختصاراً بـPAMPs هي جزيئات مرتبطة بمسبب المرض والتي يتم التعرف عليها بواسطة جهاز المناعة الطبيعية. ويمكن الإشارة إلى هذه الجزيئات على أنها عناصر جزيئية صغيرة محفوظة داخل جزء من الميكروبات. يتم التعرف على الـPAMPs بمستقبلات تُسمى مستقبل شبيه بالتول (TLRs) ومستقبلات أخرى تكون موجودة في النباتات والحيوانات.